# Škabrnja
Škabrinja ist eine kroatische Stadt im Hinterland von Zadar. Sie liegt inmitten der Region Ravni kotari.

## Gemeinde Škabrnja
Die Gemeinde Škabrnja wurde 1992 gegründet. Davor war sie ein Teil der Gemeinde Zadar und erst mit der Unabhängigkeit Kroatiens selbständig.
Zur Gemeinde gehören die Ortschaften Škabrnja und Prkos,
Die erste Gemeinderatssitzung wurde am 13. April 1993 im großen Ratssaal der Stadt Zadar abgehalten.

## Geschichte
In Škabrnja wurde eine Tonurne aus dem 8. Jahrhundert gefunden. Diese stammt noch aus der Zeit, als die Kroaten noch nicht christianisiert waren. Diese Urnen waren Grabbeilagen, gefüllt mit Nahrungsmitteln für das Leben nach dem Tod.
Am 18. November 1991 wurde der Ort von der Jugoslawischen Volksarmee (JNA) und serbischen Freischärlern angegriffen. Es kam zum Massaker von Škabrnja.

## Wappen und Fahne
Wappenbeschreibung: In Blau ein gold-nimbierter liegender silberner geflügelter Stier ein goldenes aufgeschlagenes Buch bewachend.
Symbolik: Auf dem Wappen der Gemeinde Škabrnja ist ein silberner (weißer), geflügelter Stier abgebildet, um seinen Kopf befindet sich ein goldener Nimbus. Der Stier liegt und hält ein offenes, goldenes Buch. Dieses Buch steht symbolisch für den Evangelist Lukas dem Schutzpatron der Gemeinde.
Die Fahne ist einfarbig rot und das Verhältnis von Länge und Breite ist 2:1. In der Mitte der Fahne befindet sich das gold umrandete Wappen.
Die rote Farbe steht für die Opfer und gestorbenen von Škabrnje.

## Sehenswürdigkeiten
- Die Kirche des hl. Lukas aus dem 13. Jh., die sowohl Ende des 17. Jh. als auch während des Kroatien-Krieges Schäden davongetragen hat. Diese sind aber wieder behoben worden.
- Die Kirche der hl. Marija aus dem 11. Jh., die ursprünglich dem hl. Jure gewidmet war. Unter der Kirche sind Überreste eines antiken Gebäudes gefunden worden sowie ein mittelalterlicher Friedhof.
- Denkmal des ersten kroatischen Präsidenten Dr. Franjo Tuđman